# Ferocactus herrerae
Ferocactus herrerae är en kaktusväxtart som beskrevs av J.G. Ortega. Ferocactus herrerae ingår i släktet Ferocactus och familjen kaktusväxter. Inga underarter finns listade i Catalogue of Life.

## Bildgalleri

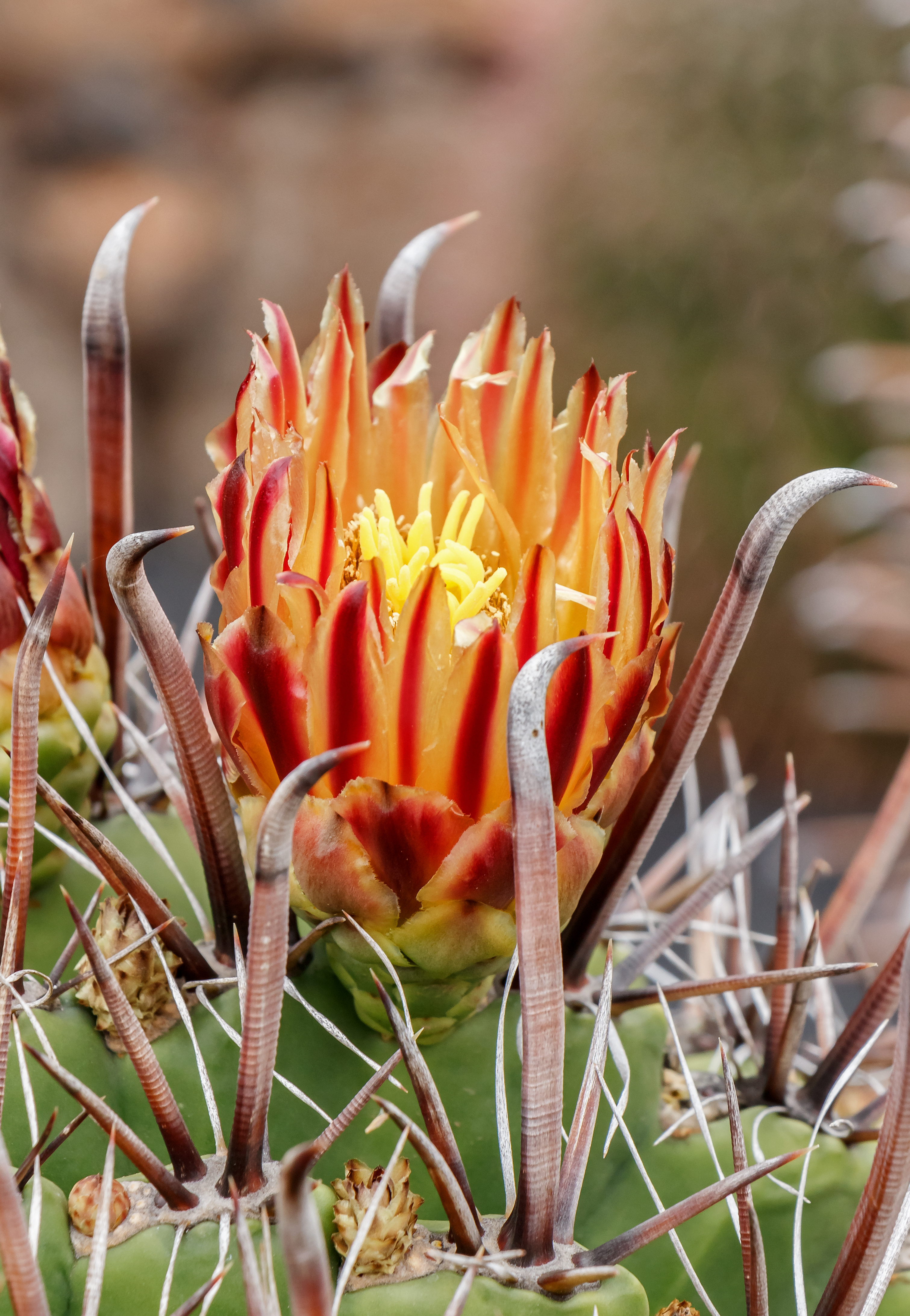
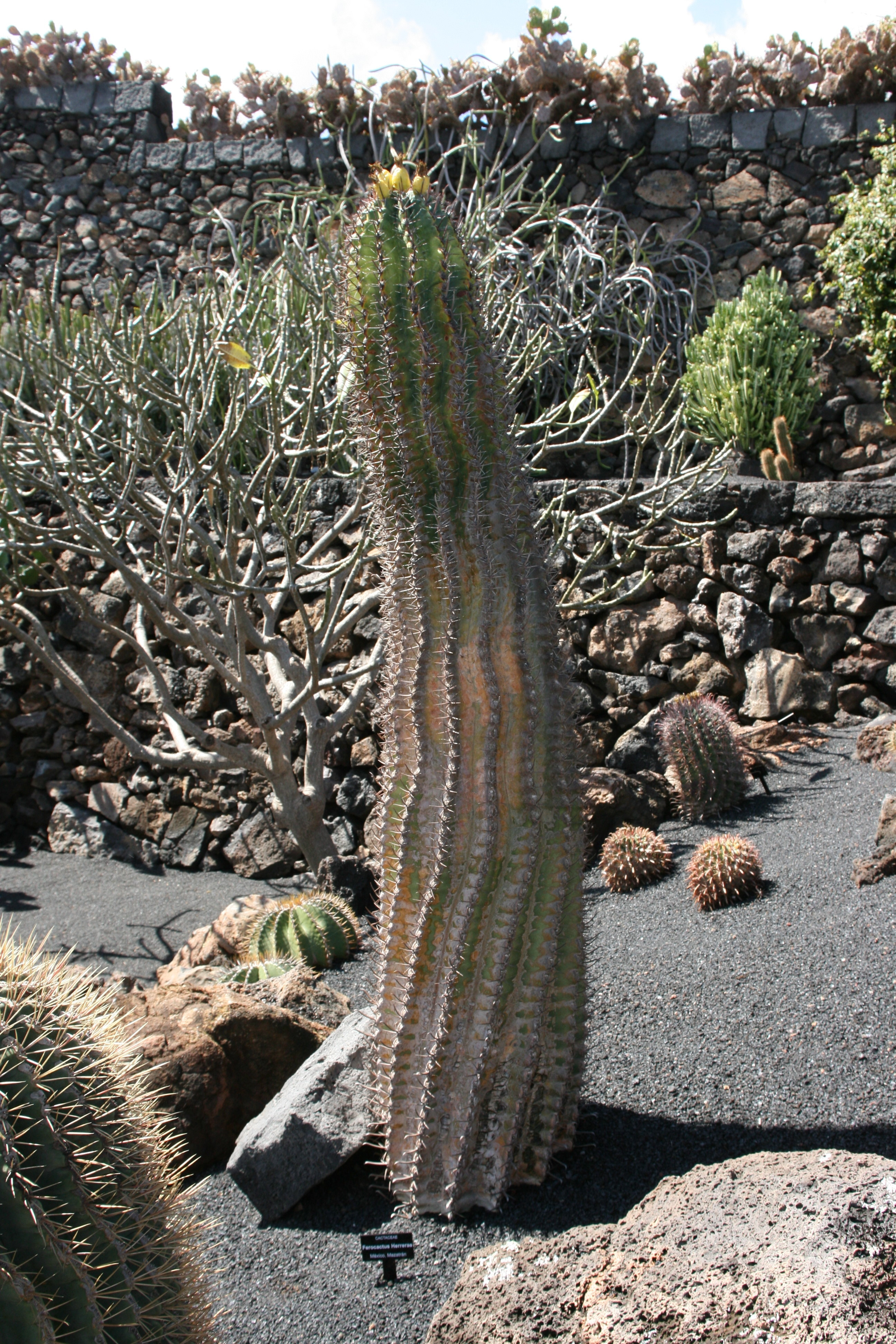
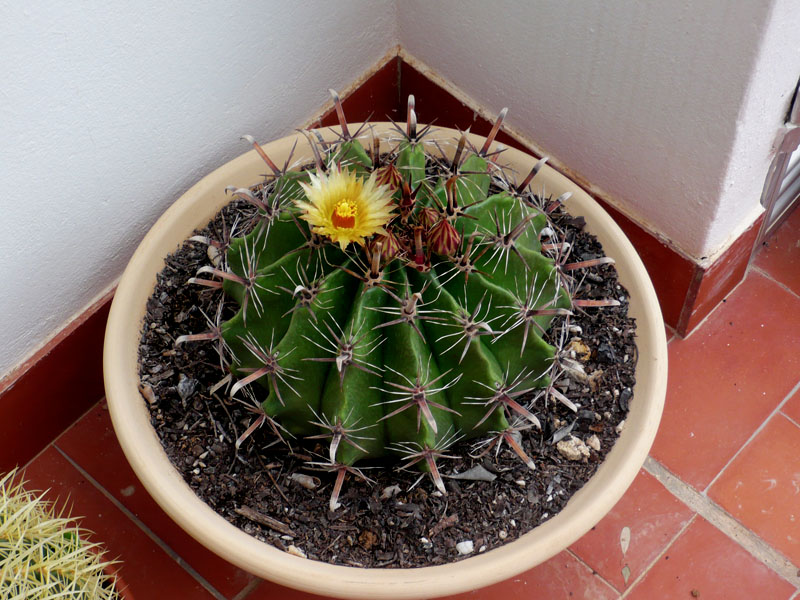